# یونیس کندی شرایور
یونیس کندی شرایور (انگلیسی: Eunice Kennedy Shriver؛ ۱۰ ژوئیهٔ ۱۹۲۱ – ۱۱ اوت ۲۰۰۹) یکی عضو خانواده کندی بود. وی خواهر جان اف. کندی، رابرت اف. کندی و تد کندی بود و همچنین همسر وی رابرت شرایور سفیر آمریکا در فرانسه و کاندید ریاست جمهوری آمریکا در سال ۱۹۷۲ بود. تلاش‌های یونیس منجر به ایجاد المپیک ویژه (Special Olympics) شد.

## اوایل زندگی، تحصیلات و فعالیت‌های اولیه
یونیس مری کندی در ۱۰ ژوئیه ۱۹۲۱ در بروکلاین، ماساچوست متولد شد. وی پنجمین فرزند از نه فرزند جوزف کندی سینیر، پدر بزرگ و رز کندی بود. خواهران و برادران وی شامل رئیس‌جمهور سابق آمریکا جان اف کندی، دادستان کل ایالات متحده و سناتور آمریکایی رابرت اف کندی، سناتور تد کندی و سفیر ایالات متحده در ایرلند جین کندی اسمیت بودند.
شرایور تحصیلات خود را در یک مدرسه دخترانه کاتولیک، روهامپتون، لندن و در کالج منهتن ویل در منهتن گذراند. پس از فارغ‌التحصیلی از دانشگاه استنفورد با مدرک لیسانس علوم جامعه‌شناسی در سال ۱۹۴۳، او در بخش مشکلات ویژه جنگ وزارت امور خارجه ایالات متحده کار می‌کرد.
وی سرانجام به عنوان دبیر اجرایی پروژه مقابله با بزهکاری نوجوانان به وزارت دادگستری ایالات متحده منتقل شد. وی به عنوان مددکار اجتماعی به مدت یک سال در مؤسسه صنعتی فدرال برای زنان خدمت کرد. سپس در سال ۱۹۵۱ به شیکاگو نقل مکان کرد و در یک مؤسسه حمایت از زنان و همچنین دادگاه اطفال آنجا کار کرد.

## کارهای خیریه

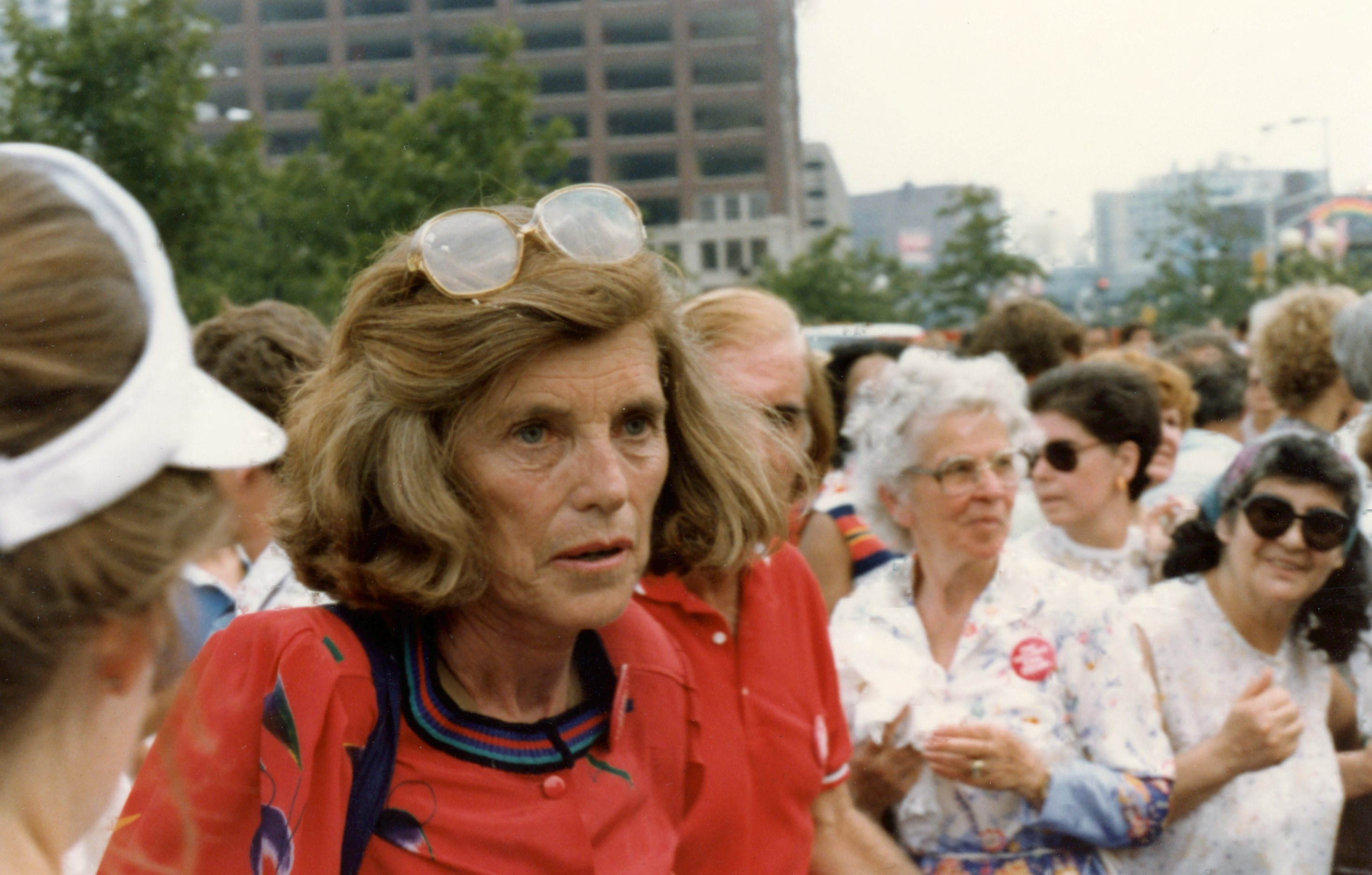
یونیس کندی شرایور در سال ۱۹۸۰

شرایور در سال ۱۹۵۷ معاون اجرایی بنیاد جوزف پی کندی جونیور شد. وی تمرکز این سازمان را از خیریه‌های کاتولیک به سمت تحقیق در مورد دلایل ناتوانی‌های ذهنی و روش‌های انسانی برای درمان آنها تغییر داد. این علاقه سرانجام با جنبش بازیهای ویژه المپیک، از جمله، به اوج خود رسید.
شرایور که مدتی مدافع مسائل بهداشتی و معلولیت کودکان بود، در ایجاد هیئت رئیس‌جمهور در زمینه عقب ماندگی ذهنی در ۱۹۶۱ حمایت کرد. این هیئت در حرکت از نهادسازی به سمت ادغام جامعه در ایالات متحده و در سراسر جهان قابل توجه بود. شرایور بنیانگذار اصلی مؤسسه ملی بهداشت کودکان و توسعه انسانی (NICHD)، بخشی از مؤسسه ملی سلامت در اکتبر سال ۱۹۶۲ بود.
در سال ۱۹۶۲، شرایور کمپ شرایور را تأسیس کرد، اردوگاهی برای کودکان با نیازهای ویژه که در مزرعه مریلند وی برگزار شد. شرایور در سال ۱۹۶۸ المپیک ویژه را تأسیس کرد. در آن سال، بنیاد جوزف پی کندی جونیور به برنامه‌ریزی و تأمین بودجه اولین بازی‌های تابستانی بین‌المللی المپیک ویژه، که در شیکاگو، ایلینوی برگزار شد، کمک کرد.
در سال ۱۹۶۹، شرایور به فرانسه نقل مکان کرد و آنجا علاقه خود را به ناتوانی ذهنی دنبال کرد. او شروع به سازماندهی فعالیت‌های کوچک با سازمان‌های پاریس کرد و بیشتر به سراغ خانواده‌های بچه‌هایی رفت که نیازهای خاصی برای فعالیت‌بخشی آنها داشتند، که این قدمی در چیدن پایه‌ها و تقویت خواست بین‌المللی برای المپیک ویژه در اواخر دهه ۱۹۷۰ و دهه ۱۹۸۰ شد.
در سال ۱۹۸۲، شرایور مرکز ملی مراقبت یونیس کندی شریور را در دانشگاه یوتا، سالت لیک سیتی، تأسیس کرد. این مرکز یک مدرسه کامل با برنامه جامع آموزش برای دانش‌آموزان از ابتدایی تا متوسطه با تمرکز بر دانش‌آموزان معلول بود که بعداً توسط تقریباً ۱۲۰۰ مدرسه در سراسر آمریکا و کانادا پذیرفته شد.
در سال ۱۹۸۴ رونالد ریگان، رئیس‌جمهور آمریکا، بالاترین جایزه مدنی یعنی نشان افتخار آزادی رئیس‌جمهوری را به شرایور برای خدمات او به از افراد معلول اعطا کرد.
در سال ۱۹۸۸، او مدال Laetare را که بالاترین نشان برای کلیسای کاتولیک در ایالات متحده آمریکا است، توسط دانشگاه نوتردام دریافت کرد.

در سال ۲۰۰۸ مؤسسه ملی بهداشت کودکان و توسعه انسانی به نام یونیس کندی شرایور نامیده شد.

در سال ۱۹۹۰ جایزه عقاب از آکادمی ورزشی ایالات متحده به شرایور اهدا شد. جایزه عقاب بالاترین افتخار بین‌المللی آکادمی بود و به شریور به دلیل خدمات قابل توجه او در ورزش بین‌المللی اعطا شد.
در سال ۱۹۹۲، شرایور جایزه سناتور جان هاینز را برای بزرگترین خدمات عمومی به نفع ناتوانان دریافت کرد، جایزه‌ای که هر ساله توسط جوایز جفرسون اهدا می‌شود.
برای فعالیتش در ملی کردن بازی‌های ویژه المپیک، شرایور جایزه شهروندی جهانی سیویتان را دریافت کرد.پشتیبانی وی در این زمینه جوایز و تقدیرنامه‌های دیگری از جمله مدارک افتخاری از دانشگاه‌های متعدد را نیز برای وی به همراه داشته‌است.
او دومین زن آمریکایی و تنها زنی است که روی سکه آمریکا ظاهر شده‌است در حالی‌که هنوز زنده است. پرتره او روی دلار نقره یادبود ۱۹۹۵ در افتخار المپیک ویژه است. در پشت آن نقل قولی است که به شرایور نسبت داده شده‌است: «وقتی ما به بهترین دستاوردها در آنها امیدواریم، امید در ما دوباره متولد می‌شود.»
در سال ۱۹۹۸، شریور به تالار ملی مشاهیر زن ملحق شد.
شرایور در سال ۲۰۰۲ جایزه تئودور روزولت را دریافت کرد.این جایزه سالانه توسط اتحادیه ملی ورزش دانشگاهی به فارغ‌التحصیلی از یک مؤسسه عضو این انجمن که در ورزش‌های بین دانشگاهی نشان بالایی دریافت کرده بود، اعطا می‌شد. و نیزبه یک شهروند برجسته دارای شهرت ملی بر اساس دستاوردهای برجسته‌ای رسیده باشد. علاوه بر این، او در سال ۲۰۰۶ در جشن صدسالگی اتحادیه به عنوان یکی از ۱۰۰ فرد تأثیرگذار در قرن اول آن انتخاب شد. در این لیست او در رتبه نهم قرار گرفت.
او از سوی پاپ بندیکت شانزدهم، لقب شوالیه دریافت کرد و به عنوان بانویی که نشان سنت گرگوری کبیر را گرفت مشهور شد. مادرش در سال ۱۹۵۰ توسط پاپ پیوس دوازدهم، ملقب به کنتس پاپ شده بود.
در سال ۲۰۰۸، او جایزه مادر بزرک را، از مرکز ملی تحقیقات سلامت، برای دستاوردهای تمام زندگی خود دریافت کرد. در همان سال ۲۰۰۸، کنگره ایالات متحده آمریکا نام NICHD را به مؤسسه ملی بهداشت کودکان و توسعه انسانی یونیس کندی شریور تغییر داد.
در دسامبر ۲۰۰۸، مجله اسپورتس ایلاستریتد شرایور را به عنوان اولین دریافت کننده جایزه چهره ورزشی سال معرفی کرد.در ۹ مه ۲۰۰۹، نگارخانه ملی پرتره وابسته به مؤسسه اسمیتسونین در واشینگتن دی سی، از یک پرتره تاریخی از او رونمایی کرد. اولین پرتره‌ای که این نگارخانه تا کنون از فردی که در موقعیت رئیس‌جمهور یا بانوی اول ایالات متحده نبوده، درست کرده‌است.

## فعالیت سیاسی

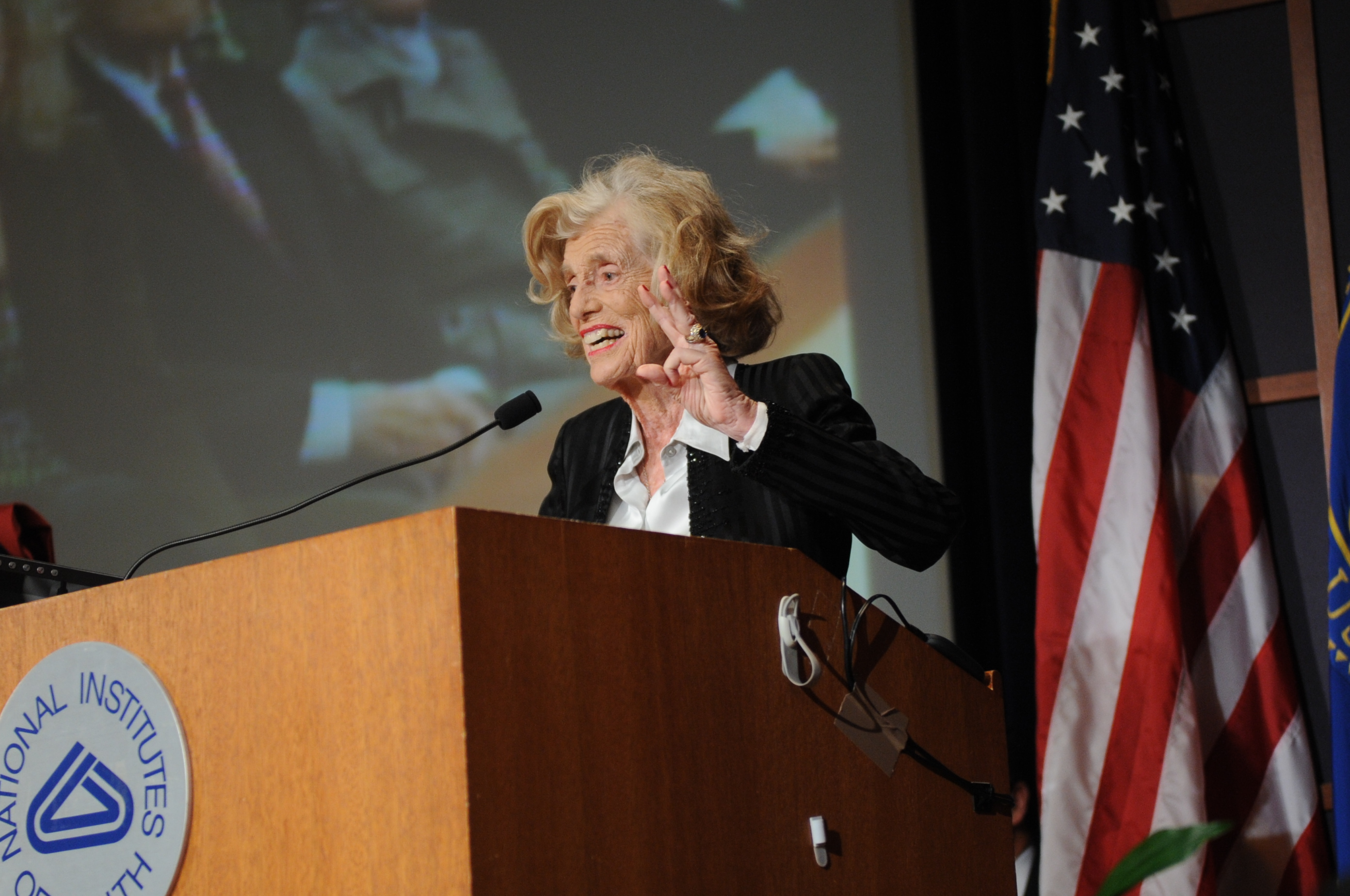
یونیس کندی شرایور در ۳ مارس ۲۰۰۸ در مراسمی به افتخار او سخنرانی می‌کند

شرایور در انتخابات ریاست جمهوری آمریکا در سال ۱۹۶۰، به‌طور فعال برای برادر بزرگترش، جان، وارد مبارزات انتخاباتی شد.
اگرچه شرایور یک دموکرات بود، اما او از حامیان جدی جنبش‌های ضد سقط جنین بود. در سال ۱۹۹۰، شرایور نامه‌ای به نیویورک تایمز نوشت و یک گروه طرفدار جنبش‌های حق سقط جنین را به دلیل استفاده از یک نقل قول از سخنان خارج از متن پرزیدنت کندی در جهت حمایت از موضع خود محکوم کرد.
شرایور یکی از چندین دموکرات برجسته - از جمله فرماندار رابرت پی کیسی از پنسیلوانیا و اسقف آستین وان از نیویورک - بود که در حین برگزاری کنوانسیون دموکرات‌ها در سال ۱۹۹۲ یک آگهی تمام صفحه در نیویورک تایمز در مخالفت با «سقط جنین بنا به تقاضا» منتشر کرد. (این حزب در سال ۱۹۹۲ یک پلتفرم اتخاذ کرد که بر حمایت از حقوق سقط جنین تأکید می‌کرد).
علیرغم اینکه شرایور یک دمکرات بود اما در انتخابات فرماندار کالیفرنیا در سال ۲۰۰۳ از داماد جمهوری‌خواهش، آرنولد شوارتزنگر حمایت کرد.
در ۲۸ ژانویه ۲۰۰۸، شرایور در دانشگاه امریکن در واشینگتن دی سی حضور یافت. در آنجا برادرش، سناتور ایالات متحده، ادوارد ام. کندی، حمایت خود را از کمپین ریاست جمهوری دموکرات باراک اوباما در سال ۲۰۰۸ اعلام کرد.

## زندگی شخصی

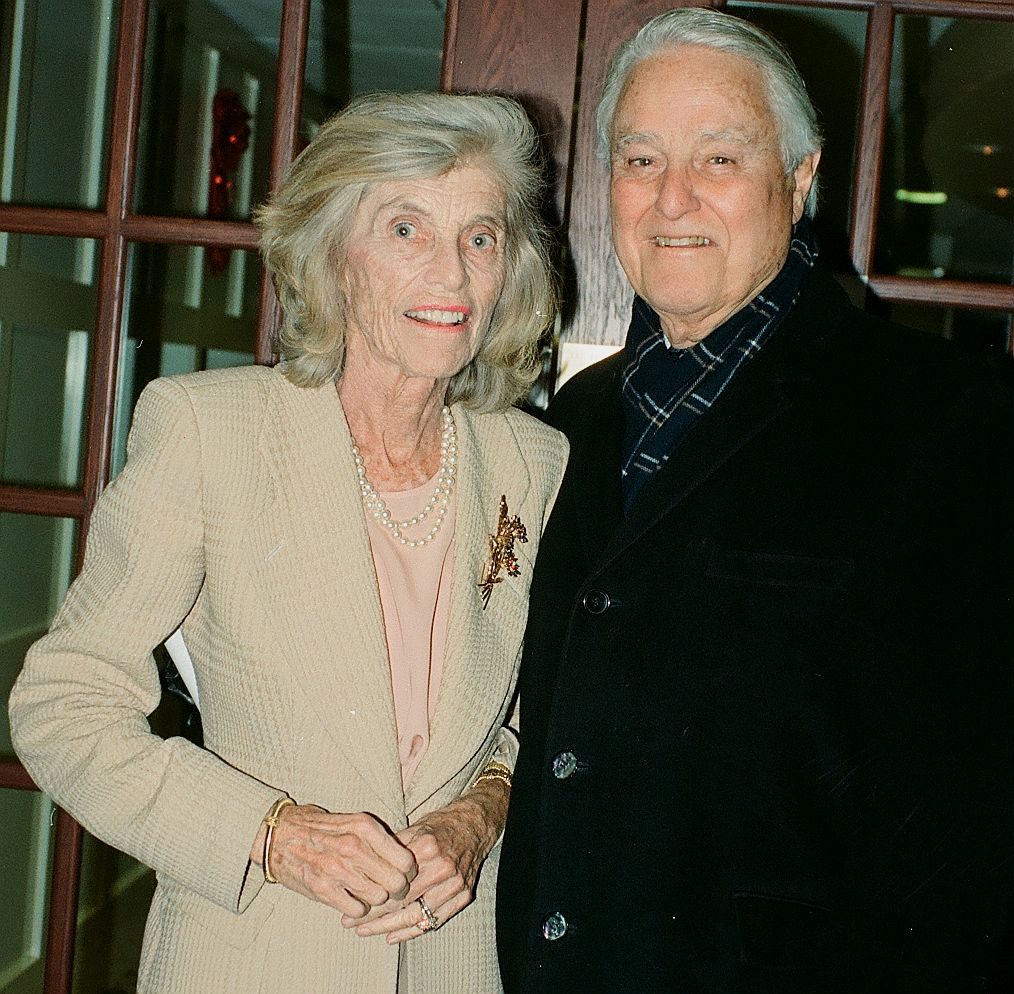
یونیس و سارجنت شرایور در ۱۹۹۹

در ۲۳ مه ۱۹۵۳، شرایور با سارجنت شرایور طی یک مراسم کلیسای کاتولیک در کلیسای جامع سن پاتریک در شهر نیویورک ازدواج کرد.شوهرش از سال ۱۹۶۸ تا ۱۹۷۰ به عنوان سفیر ایالات متحده در فرانسه خدمت کرد و در سال ۱۹۷۲ نامزد معاونت ریاست جمهوری ایالات متحده از  حزب دموکرات همراه با جورج مک گاورن به عنوان نامزد ریاست جمهوری ایالات متحده بود. آنها پنج فرزند داشتند: رابرت سارجنت شرایور سوم، ماریا شرایور، تیموتی پری شرایور، مارک کندی شرایور، و آنتونی پل کندی شرایور. شرایور نوزده نوه داشت.
شرایور با خواهرش رزماری کندی، که معلول ذهنی بود و به دلیل لوبوتومی ناتوان شد، رابطه نزدیک داشت.
شرایور در سال ۲۰۰۵ دچار سکته و شکستگی لگن شد.  در ۱۸ نوامبر ۲۰۰۷، او در بیمارستان عمومی ماساچوست در بوستون بستری شد و چندین هفته را در آنجا گذراند.

## درگذشت
در ۷ اوت ۲۰۰۹، شرایور با یک بیماری نامشخص در بیمارستان کیپ کاد در هیانیس، ماساچوست بستری شد.  در ۱۰ اوت، بستگان او به بیمارستان فراخوانده شدند.  او یک روز بعد در سن ۸۸ سالگی در همان بیمارستان درگذشت. دو هفته بعد برادرش سناتور ادوارد مور کندی نیز در ۲۵ اوت ۲۰۰۹ درگذشت.

## تشییع و خاکسپاری
در ۱۴ اوت ۲۰۰۹، مراسم یک مراسم آمرزش‌خوانی، محدود به مدعوین، برای شرایور در کلیسای کاتولیک رومی سنت فرانسیس خاویر در هیانیس برگزار شد. پس از مراسم عزاداری، او در قبرستان سنت فرانسیس خاویر در نزدیکی سنترویل به خاک سپرده شد.  پاپ بندیکت شانزدهم نامه‌ای تسلیت به خانواده او فرستاد. 